# Rajkummar Rao
Raj Kumar Yadav (Haryana, 31 de agosto de 1984), conhecido pelo nome artístico de Rajkummar Rao, é um ator indiano famoso por seu trabalho em filmes de Bollywood. Ele recebeu vários prêmios pelo seu desempenho nas telas, incluindo um National Film Award, três Filmfare Awards e um Asia Pacific Screen Award.

## Biografia
Rajkummar Rao nasceu com o nome Raj Kumar Yadav em Prem Nagar, Gurugram, Haryana, Índia, em 31 de agosto de 1984. Ele foi criado junto com dois irmãos mais velhos e três primos em sua família. Seu pai, Satyapal Yadav, era funcionário do governo de Haryana, e sua mãe, Kamlesh Yadav, dona de casa.  Sua mãe e seu pai morreram em 2017 e 2019, respectivamente. Ele completou o ensino médio na Blue Bells Model School, onde participou de peças escolares. Rajkummar se formou no Atma Ram Sanatan Dharma College, (Universidade de Delhi), onde estava fazendo teatro simultaneamente com o Kshitij Repertory e o Shri Ram Centre em Delhi.
Rajkummar revelou que decidiu se tornar ator depois de ver Manoj Bajpayee e ser "altamente influenciado" por sua atuação. Em 2008, ele se matriculou em um curso de atuação de dois anos no Film and Television Institute of India (FTII), Pune, e se mudou para Mumbai para seguir carreira no cinema. Ele é vegetariano estrito. Ele mudou seu sobrenome de Yadav para Rao em 2014 e também adicionou um 'm' extra ao seu nome. Rajkummar está em um relacionamento sério com Patralekha Paul desde 2010.
Rajkummar foi destaque na lista da Forbes India 30 Under 30 em 2014. No mesmo ano, ele apareceu na lista das 100 Celebridades Forbes Índia e na lista da revista GQ dos 50 jovens indianos mais influentes. Ele foi embaixador de marcas como Actimaxx, Seventh Street e Food Safety and Standards Authority of India cujo slogan foi "Movimento Comer Bem".
Rajkummar doou uma quantia não revelada ao Fundo PM CARES, ao Fundo de Alívio do Ministro Chefe do Maharashtra e à Zomato's Feeding India para ajudar a alimentar as famílias necessitadas por causa da pandemia COVID-19 na Índia.

## Carreira
Depois de se formar na FTII em 2008, Rajkummar passou o ano seguinte visitando diversos estúdios e conhecendo diretores de elenco. Ele fez uma rápida aparição sem créditos como leitor de notícias no thriller político de 2010 de Ram Gopal Varma, Rann.Depois de ler um anúncio de jornal que mencionava que Dibakar Banerjee estava procurando por novatos para seu filme coletânea Love Sex Aur Dhokha (2010), ele fez o teste e foi selecionado. O filme consiste em três histórias, Rajkummar aparece na segunda ao lado de Neha Chauhan. Para o personagem, ele teve que perder 6 quilos em um mês. O filme e a atuação dele foram aclamados pela crítica. O filme obteve sucesso lucrativo nas bilheterias.
Em 2011, após o sucesso de seu filme de estreia, a produtora Ekta Kapoor ofereceu a ele o papel principal no filme de terror Ragini MMS. Ele relutou inicialmente em aceitar, pois parecia semelhante ao seu trabalho anterior, mas aceitou a oferta por insistência do diretor de elenco. Apesar de uma resposta crítica desfavorável, o filme foi um sucesso de bilheteria. Seu projeto seguinte foi o thriller policial Shaitan, de Bejoy Nambiar, no qual ele interpretou um asqueroso policial.
Em 2012, depois do diretor Anurag Kashyap admirar seu trabalho em Love Sex Aur Dhokha ele foi escalado para Gangs of Wasseypur - Parte 2, uma sequência de seu filme policial Gangs of Wasseypur - Parte 1.  Ele interpretou o papel coadjuvante, para o qual visitou Wasseypur para aperfeiçoar seu sotaque e personagem. O filme foi um sucesso de crítica e bilheteria. Seu papel posterior foi o de um ativista pela independência no drama histórico de Bedabrata Pain, Chittagong, que foi baseado no ataque ao arsenal de Chatigão. Seu último lançamento nesse ano foi o thriller de suspense, Talaash: The Answer Lies Within, onde ele interpretou um policial. O filme, estrelado por Aamir Khan, Rani Mukerji e Kareena Kapoor, teve um alto ganho mundial e para emergiu como o oitavo filme hindi de maior bilheteria do ano.

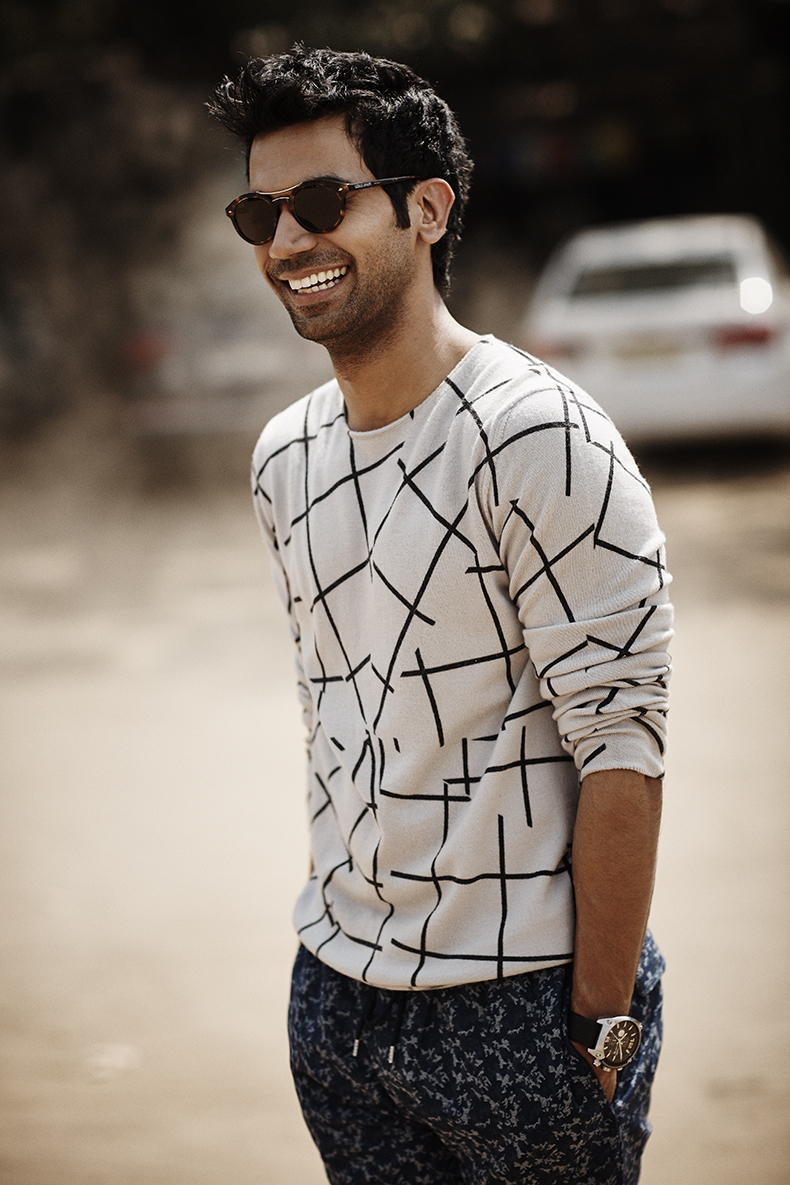
Rajkummar em 2015

Em 2013, o trabalho de Rajkummar foi o filme de drama de Abhishek Kapoor, Kai Po Che!. Co-estrelado por Sushant Singh Rajput e Amit Sadh, o filme é baseado no romance de 2008 de Chetan Bhagat, The 3 Mistakes of My Life.  O longa foi aclamado pela crítica, com elogios pelas atuações principais. Rajkummar foi nomeado para o Prêmio Filmfare de Melhor Ator Coadjuvante pela atuação. Ainda em 2013, Rajkummar apareceu no drama biográfico dirigido por Hansal Mehta, Shahid, onde interpretou o papel que levou o nome do filme, o do falecido advogado Shahid Azmi. Para se preparar para o papel, Rajkummar conheceu a família de Azmi e passou um tempo com eles para entender o homem e sua personalidade. Ele também estudou o Alcorão e compareceu a tribunais para entender como os advogados se comportam.  Rajkummar revelou que ficou "emocionalmente esgotado", pois o personagem era desafiador e complexo. O filme e seu desempenho foram aclamados pela crítica após seu lançamento. O filme também foi um sucesso de bilheteria. Ele recebeu o National Film Award por Melhor Ator na 61ª Cerimônia do National Film Awards e no Prêmio Filmfare da crítica de melhor ator no 59º Filmfare Awards. Seu outro lançamento em 2013 foi a comédia Boyss Toh Boyss Hain. Também em 2013, ele interpretou um papel coadjuvante na comédia dramática Queen. O filme teve sua estreia mundial no Festival Internacional de Cinema de Busan, mas só foi lançado nos cinemas na Índia no ano seguinte, em 7 de março de 2014. Foi um sucesso de crítica e bilheteria, arrecadando ₹970 milhões (US $ 14 milhões) em todo o mundo.
Em 2014, atuou no curta-metragem Bombay Mirror. Ele também colaborou com Mehta em seu filme dramático CityLights. O filme foi co-estrelado por Patralekha Paul. Para se preparar para o papel, Rajkummar morou na pequena cidade de Sadri, no distrito Pali no Rajastão, por um mês, deixou o bigode crescer e tornou-se versado no dialeto local. A bilheteria foi mediana.
Em 2015, Rajkummar apareceu em um papel coadjuvante em Dolly Ki Doli, co-estrelado por Sonam K Ahuja, Pulkit Samrat e Varun Sharma. O trabahlo recebeu críticas mistas e teve uma bilheteria mediana. Seu projeto seguinte foi o drama romântico Hamari Adhuri Kahani, onde ele interpretou um marido abusivo da personagem da atriz Vidya Balan. Ele voltou a trabalhar com Mehta no drama biográfico Aligarh. O filme foi aclamado pela crítica após seu lançamento. Rajkummar foi indicado ao prêmio Filmfare de Melhor Ator Coadjuvante.
Em 2016, Rajkummar estrelou o drama de sobrevivência intitulado Trapped. Conta a história de um homem preso em seu apartamento sem comida, água e eletricidade por dias. Rao achou o papel um dos mais desafiadores até agora. Ele teve que perder peso e manter através de uma dieta de cenoura e café durante o período das filmagens. Apesar de ser vegatariano, ele comeu carne em algumas cenas pela primeira vez em sua vida para trazer realismo às cenas. Trapped estreou no Festival de Cinema de Mumbai de 2016, mas só foi lançado nos cinemas em 17 de março de 2017 com críticas positivas. Rajkummar ganhou o prêmio Filmfare Critics de Melhor Ator.
O primeiro lançamento de Rajkummar em 2017 foi a comédia romântica Behen Hogi Teri com Shruti Haasan. O longa teve uma resposta crítica desfavorável, embora o desempenho dele tenha sido elogiado. Ele seguiu com outra comédia romântica intitulada Bareilly Ki Barfi, co-estrelada por Kriti Sanon e Ayushmann Khurrana. O filme e o desempenho dele receberam críticas positivas. O filme foi um sucesso de bilheteria e Rajkummar ganhou um Prêmio Filmfare de Melhor Ator Coadjuvante. Também em 2017, o longa seguinte dele foi o filme de humor ácido, Newton. Ele perguntou ao diretor se ele poderia enrolar o cabelo e piscar os olhos continuamente para tornar o personagem único e o diretor concordou. O filme estreou no 67º Festival Internacional de Cinema de Berlim e foi lançado na Índia em 22 de setembro de 2017. Newton foi aclamado pela crítica, assim como a atuação de Rajkummar. O papel lhe rendeu o Asia Pacific Screen Award de Melhor Ator e uma indicação ao Filmfare Critics Award de Melhor Ator. O filme também foi escolhido com unanimidade pelo Film Federation Of India (FFI) para concorrer ao Oscar. Ainda em 2017, fez uma aparição no filme Raabta. Ele tinha que colocar próteses por um período de cinco a seis horas todos os dias para parecer um homem de 324 anos. Seu último lançamento teatral nesse ano foi Shaadi Mein Zaroor Aana com Kriti Kharbanda, que teve uma resposta mista da crítica. Ele também fez sua estreia digital com a histórica minissérie biográfica, Bose: Dead/Alive. Para o papel, ele ganhou 13 quilos e ficou meio careca.
Em 2018, Rajkummar se reuniu com Mehta para o filme biográfico Omerta. Para se preparar para o papel, ele assistiu a vários vídeos, documentários e discursos de ódio de terrorista para "reunir muito ódio e raiva" dentro de si. Ele disse que ficou "perturbado" durante as filmagens por causa do personagem que estava interpretando e chamou-o de "facilmente o personagem mais difícil" que interpretou até então. O filme teve sua estreia mundial no Festival Internacional de Cinema de Toronto de 2017 e foi lançado na Índia em 4 de maio de 2018. O filme e o desempenho de Rajkummar foram aclamados pela crítica. Também em 2018, ele estrelou a comédia musical Fanney Khan com Aishwarya Rai Bachchan e Anil Kapoor. O filme foi um fracasso de bilheteria e crítica. Seu projeto seguinte foi a comédia de terror Stree, co-estrelada por Shraddha Kapoor. O filme e a atuação dele tiveram um feedback positivo da crítica. A interpretação lhe rendeu uma indicação ao Prêmio Filmfare de Melhor Ator. Stree foi um grande sucesso comercial. Ainda em 2018, Rajkummar apareceu brevemente em Love Sonia, que era sobre tráfico sexual. Seu último lançamento em 2018 foi o filme 5 Weddings.
Em 2019, seu primeiro filme foi Ek Ladki Ko Dekha Toh Aisa Laga, um filme sobre uma lésbica ainda não assumida. Co-estrelado por Sonam K Ahuja, Anil Kapoor e Juhi Chawla, os críticos receberam o filme calorosamente por sua representação positiva da homossexualidade. No entanto, ele não teve um bom desempenho comercial. Ele apareceu em seguida com Kangana Ranaut na comédia ácida Judgementall Hai Kya. Seu desempenho lhe rendeu outra indicação ao Filmfare Critics Award de Melhor Ator.  Sua aventura final como ator foi o filme de comédia Made in China. O filme se saiu moderadamente bem nas bilheterias.
Em 2020, o primeiro lançamento de Rajkummar foi o drama romântico Shimla Mirchi, co-estrelado pela atriz Rakul Preet Singh. O filme teve um lançamento discreto na Índia no início de janeiro e foi disponibilizado na Netflix no final do mesmo mês. Também em 2020, Rajkummar estrelou o filme coletânea do gênero comédia intitulado Ludo. O elenco também incluiu Abhishek Bachchan, Aditya Roy Kapur, Sanya Malhotra, Fatima Sana Shaikh e Pankaj Tripathi. O filme foi lançado na Netflix por causa da pandemia COVID-19. Seu último longa nesse ano foi a comédia de humor ácido Chhalaang, co-estrelado pela atriz Nushrat Bharucha. O filme foi lançado na plataforma de streaming Amazon Prime Video também devido a pandemia COVID-19.
Filme de Ramin Bahrani, The White Tiger (2021) foi o primeiro filme de Hollywood  estrelado por Rajkummar Rao, onde ele contracenou ao lado da atriz Priyanka Chopra e do ator Adarsh Gourav. O longa gravado em língua inglesa foi inspirado no livro de mesmo nome escrito por Aravind Adiga. A crítica elogiou o desempenho de Rajkummar, inclusive o seu sotaque americanizado que trouxe realismo ao filme. O longa foi lançado na plataforma de streaming Netflix. Em seguida estrelou uma comédia aterrorizante de Hardik Mehta intitulada Roohi ao lado de Janhvi Kapoor e Varun Sharma. O filme recebeu critícas negativas.

## Filmografia
| † | Sinaliza filmes que ainda não foram lançados |

| Ano  | Filme                           | Personagem                   | Observação                    |
| ---- | ------------------------------- | ---------------------------- | ----------------------------- |
| 2010 | Rann                            | -                            | Breve Participação            |
| 2010 | Love Sex Aur Dhokha             | Adarsh                       |                               |
| 2011 | Ragini MMS                      | Uday                         |                               |
| 2011 | Shaitan                         | Malwankar Pintya             |                               |
| 2012 | Gangs of Wasseypur – Part 2     | Shamshad Alam                |                               |
| 2012 | Chittagong                      | Lokenath Bal                 |                               |
| 2012 | Talaash                         | Devrath Kulkarni/Dev         |                               |
| 2013 | Kai Po Che!                     | Govind Patel                 |                               |
| 2013 | Boyss Toh Boyss Hain            | Rahul Shah                   |                               |
| 2013 | D-Day                           | Moin (voz)                   | Participação Especial         |
| 2013 | Shahid                          | Shahid Azmi                  |                               |
| 2013 | A New Love Ishtory              | Reporter                     | Participação Especial         |
| 2014 | Queen                           | Vijay                        |                               |
| 2014 | CityLights                      | Deepak Singh                 |                               |
| 2014 | Bombay Mirror                   | -                            | Curta-metragem                |
| 2015 | Dolly Ki Doli                   | Sonu Sherawat                |                               |
| 2015 | Hamari Adhuri Kahani            | Hari Prasad                  |                               |
| 2015 | Aligarh                         | Deepu Sebastian              |                               |
| 2016 | Trapped                         | Shaurya                      |                               |
| 2017 | Raabta                          | Muwaqqit                     | Breve Participação            |
| 2017 | Behen Hogi Teri                 | Shiv Kumar Nautiyal (Gattu)  |                               |
| 2017 | Bareilly Ki Barfi               | Pritam Vidrohi               |                               |
| 2017 | Newton                          | Newton Kumar                 |                               |
| 2017 | Shaadi Mein Zaroor Aana         | IAS Satyendra Mishra         |                               |
| 2018 | Omerta                          | Ahmed Omar Saeed Sheikh      |                               |
| 2018 | Fanney Khan                     | Adhir                        |                               |
| 2018 | Stree                           | Vicky                        |                               |
| 2018 | Love Sonia                      | Manish                       |                               |
| 2018 | 5 Weddings                      | Harbhajan Singh              |                               |
| 2019 | Ek Ladki Ko Dekha Toh Aisa Laga | Sahil Mirza                  |                               |
| 2019 | Judgementall Hai Kya            | Keshav                       |                               |
| 2019 | Made in China                   | Raghuvir Mehta               |                               |
| 2020 | Shimla Mirchi                   | Avinash                      |                               |
| 2020 | Ludo                            | Alok Kumar Gupta             | Lançado na Netflix            |
| 2020 | Chhalaang                       | Mahender “Montu” Singh Hooda | Lançado na Amazon Prime Video |
| 2021 | The White Tiger                 | Ashok                        | Filme da Netflix              |
| 2021 | Roohi                           | Ravi                         |                               |
| 2021 | Badhaai Do †                    | Shardul                      | Concluído                     |

## Referência
1. 1 2  «Happy birthday Rajkummar Rao: Actor recalls best gift; an army uniform his mom got him». Hindustan Times (em inglês). 31 de agosto de 2017. Consultado em 20 de novembro de 2020
2. ↑  Aug 31, Written bySagarika ChoudharySagarika Choudhary / Updated:; 2020; Ist, 11:25. «From Raj Kumar Yadav to Rajkummar Rao: Decoding the actor's journey in Bollywood». Mumbai Mirror (em inglês). Consultado em 20 de novembro de 2020
3. ↑  IANS (16 de abril de 2014). «Rajkummar Rao wins National Award for best actor». Business Standard India. Consultado em 20 de novembro de 2020
4. ↑  «Sonam Kapoor, Rajkummar Rao, Karan Johar at 65th Amazon Filmfare Awards Curtain Raiser». filmfare.com (em inglês). Consultado em 20 de novembro de 2020
5. ↑  «Asia Pacific Screen Awards: Rajkummar Rao bags best actor trophy, Newton wins for screenplay - Entertainment News , Firstpost». Firstpost. 23 de novembro de 2017. Consultado em 20 de novembro de 2020
6. 1 2 3 4 5 6 7  Bhatia, Uday (19 de agosto de 2017). «Rajkummar Rao, our man on screen». mint (em inglês). Consultado em 20 de novembro de 2020
7. ↑  «Rajkummar Rao's father, Satyapal Yadav, dies at 60». Hindustan Times (em inglês). 6 de setembro de 2019. Consultado em 20 de novembro de 2020
8. 1 2 3 4  «For two years, my teachers paid my school fees: Rajkummar Rao». The Indian Express (em inglês). 26 de maio de 2014. Consultado em 20 de novembro de 2020
9. 1 2  «I still don't get car parking in my society - Raj Kumar Yadav». filmfare.com (em inglês). Consultado em 20 de novembro de 2020
10. ↑  «When strict vegetarian Rajkummar Rao had to eat non-veg fare!». mid-day (em inglês). 5 de março de 2017. Consultado em 20 de novembro de 2020
11. ↑  «7 Bollywood Celebrities Who Changed Their Names 'According To Numerology'». www.mensxp.com (em inglês). Consultado em 20 de novembro de 2020
12. ↑  Bureau, ABP News (31 de agosto de 2020). «Rajkummar Rao Birthday: Patralekha Wishes Her Boyfriend With A Quirky Caption; Says 'Thank You For Telling Me #RasodeMeinKaunTha'». news.abplive.com (em inglês). Consultado em 20 de novembro de 2020
13. ↑  «Rajkummar Rao: Defying Convention». Forbes India (em inglês). Consultado em 20 de novembro de 2020
14. ↑  «Anushka, Priyanka, Shahid, Rajkummar Make It To The Forbes Celebrity 100 Cover». iDiva (em inglês). 23 de dezembro de 2017. Consultado em 20 de novembro de 2020
15. ↑  «Ranveer Singh, Badshah, Rajkummar Rao at GQ's 50 Most Influential Young Indians of 2017 - Entertainment News , Firstpost». Firstpost. 8 de julho de 2017. Consultado em 20 de novembro de 2020
16. ↑  «Rajkummar Rao named face of Actimaxx». https://www.outlookindia.com/. Consultado em 20 de novembro de 2020
17. ↑  «Seventh Street introduces Rajkumar Rao as its Brand Ambassador». Deccan Chronicle (em inglês). 5 de setembro de 2018. Consultado em 20 de novembro de 2020
18. ↑  Farheen, Fatima (14 de julho de 2018). «Why Rajkummar Rao Is Telling People – 'Aaj Se Thoda Kam'». TheQuint (em inglês). Consultado em 20 de novembro de 2020
19. ↑  «Rajkummar Rao donates to Covid-19 relief funds, fans praise him for not revealing the amount». Hindustan Times (em inglês). 29 de março de 2020. Consultado em 20 de novembro de 2020
20. ↑  World, Republic. «Riteish Deshmukh starrer 'Rann' | Interesting trivia fans would love to know». Republic World. Consultado em 20 de novembro de 2020
21. ↑  «Tehelka - India's Independent Weekly News Magazine». web.archive.org. 12 de março de 2012. Consultado em 20 de novembro de 2020
22. ↑  Joshi, Namrata (12 de abril de 2010). «The Role Call». Consultado em 20 de novembro de 2020
23. ↑  «LSD gets a thumbs up from critics». India Today (em inglês). Consultado em 20 de novembro de 2020
24. ↑  Hungama, Bollywood. «Love Sex Aur Dhokha Box Office Collection till Now | Box Collection - Bollywood Hungama» (em inglês). Consultado em 20 de novembro de 2020
25. ↑  Ragini MMS (2011) (em inglês), consultado em 20 de novembro de 2020
26. ↑  «Ragini MMS - Movie - - Box Office India». www.boxofficeindia.com. Consultado em 20 de novembro de 2020
27. ↑  «Review: Shaitan is more SprayTan than Satan». Rediff (em inglês). Consultado em 20 de novembro de 2020
28. ↑  Gangs of Wasseypur, consultado em 20 de novembro de 2020
29. ↑  Hungama, Bollywood. «Gangs Of Wasseypur 2 Box Office Collection till Now | Box Collection - Bollywood Hungama» (em inglês). Consultado em 20 de novembro de 2020
30. ↑  Luce, Jim; Leadership, ContributorThe James Jay Dudley Luce Foundation Supporting Young Global (28 de junho de 2012). «A Gandhi for Our Age: Indian Film on Independence». HuffPost (em inglês). Consultado em 20 de novembro de 2020
31. ↑  «Talaash: Rajkumar Yadav plays a cop on mission». News18 (em inglês). 25 de junho de 2012. Consultado em 20 de novembro de 2020
32. ↑  «Boxofficeindia.com». web.archive.org. 2 de junho de 2013. Consultado em 20 de novembro de 2020
33. ↑  Udasi, Harshikaa (9 de fevereiro de 2013). «Abhishek Kapoor talks about the making of Kai Po Che». The Hindu (em inglês). ISSN 0971-751X. Consultado em 20 de novembro de 2020
34. ↑  Kai Po Che! (2013) (em inglês), consultado em 20 de novembro de 2020
35. ↑  «59th Idea Filmfare Awards Nominations | filmfare.com». web.archive.org. 23 de janeiro de 2018. Consultado em 20 de novembro de 2020
36. ↑  «Superstars do not guarantee success: Raj Kumar». The Indian Express (em inglês). 26 de outubro de 2013. Consultado em 20 de novembro de 2020
37. 1 2  «Screen Exclusive: In conversation with 'Shahid' director and on screen Shahid Azmi». The Indian Express (em inglês). 18 de outubro de 2013. Consultado em 20 de novembro de 2020
38. ↑  Reporter, IBTimes Staff (18 de outubro de 2013). «'Shahid' Review Roundup: A Courageous Film that Grips You Till the End». www.ibtimes.co.in (em inglês). Consultado em 20 de novembro de 2020
39. ↑  Hungama, Bollywood. «Shahid Box Office Collection till Now | Box Collection - Bollywood Hungama» (em inglês). Consultado em 20 de novembro de 2020
40. ↑  «Wayback Machine» (PDF). web.archive.org. 16 de abril de 2014. Consultado em 20 de novembro de 2020
41. ↑  «Winners of 59th Idea Filmfare Awards». web.archive.org. 27 de janeiro de 2014. Consultado em 21 de novembro de 2020
42. ↑  Boyss Toh Boyss Hain Movie Review {1.5/5}: Critic Review of Boyss Toh Boyss Hain by Times of India, consultado em 21 de novembro de 2020
43. ↑  «Kangana Ranaut's Queen to be premiered at Busan International Film Festival - NDTV Movies». NDTVMovies.com (em inglês). Consultado em 21 de novembro de 2020
44. ↑  Mehta, Ankita (6 de março de 2014). «'Queen' Review Roundup: Watch it for Kangana's Superb Performance». www.ibtimes.co.in (em inglês). Consultado em 21 de novembro de 2020
45. ↑  «Boxoffice». web.archive.org. Consultado em 21 de novembro de 2020
46. ↑  «WATCH: Rajkummar Rao's unreleased short film Bombay Mirror». Hindustan Times (em inglês). 1 de maio de 2014. Consultado em 21 de novembro de 2020
47. ↑  Sharma, Sanjukta (30 de maio de 2014). «Film Review | Citylights». mint (em inglês). Consultado em 21 de novembro de 2020
48. ↑  «Citylights Box Office collections: Earns 4.21 at BO - Times of India». The Times of India (em inglês). Consultado em 21 de novembro de 2020
49. ↑  «Dolly Ki Doli: 1st Tuesday Box Office Collections». Koimoi (em inglês). 28 de janeiro de 2015. Consultado em 21 de novembro de 2020
50. ↑  «'Hamari Adhuri Kahani' - Movie Review». mid-day (em inglês). 12 de junho de 2015. Consultado em 21 de novembro de 2020
51. ↑  «Review: Aligarh is a refreshing and respectful take on homosexuality». Rediff (em inglês). Consultado em 21 de novembro de 2020
52. ↑  «Filmfare Awards 2017 Nominations | 62nd Filmfare Awards 2017». web.archive.org. 10 de setembro de 2020. Consultado em 21 de novembro de 2020
53. ↑  «Rajkummar Rao on Trapped: 'One of my most challenging works to date' - Entertainment News , Firstpost». Firstpost. 17 de março de 2017. Consultado em 21 de novembro de 2020
54. ↑  «Presumptions that we can't come up with an original idea bothers me: Trapped director Vikramaditya Motwane». The Indian Express (em inglês). 14 de março de 2017. Consultado em 21 de novembro de 2020
55. ↑  «Vegeterian Rajkummar Rao had to eat meat for 'Trapped'!». www.timesnownews.com (em inglês). Consultado em 21 de novembro de 2020
56. ↑  Goswami, Parismita (16 de março de 2017). «Trapped movie review roundup: This is what Bollywood critics and celebs have to say about Rajkummar Rao's film». www.ibtimes.co.in (em inglês). Consultado em 21 de novembro de 2020
57. ↑  «Filmfare awards 2018: Full list of winners with nominees». The Financial Express (em inglês). 20 de janeiro de 2018. Consultado em 21 de novembro de 2020
58. ↑  Goswami, Parismita (8 de junho de 2017). «Behen Hogi Teri movie review roundup: Rajkummar Rao is the only saving grace, say Bollywood critics». www.ibtimes.co.in (em inglês). Consultado em 21 de novembro de 2020
59. ↑  Joshi, Namrata (18 de agosto de 2017). «'Bareilly Ki Barfi' review: Romedy of errors». The Hindu (em inglês). ISSN 0971-751X. Consultado em 21 de novembro de 2020
60. ↑  «Underdog Bareilly Ki Barfi shocks, crosses Rs 30 crore collections mark». The Financial Express (em inglês). 8 de setembro de 2017. Consultado em 21 de novembro de 2020
61. ↑  Sood, Vanshika (19 de janeiro de 2018). «Filmfare Awards 2018: Rajkummar Rao Wins for 'Bareilly Ki Barfi'». TheQuint (em inglês). Consultado em 21 de novembro de 2020
62. ↑  «Rajkummar Rao's unrivalled rise: LSD to Newton, the actor's blazed a triumphant trail - Entertainment News , Firstpost». Firstpost. 5 de novembro de 2017. Consultado em 21 de novembro de 2020
63. ↑  «Newton World Premiere: At Berlin fest, Indian satire on Naxals opens to cheers». The Indian Express (em inglês). 12 de fevereiro de 2017. Consultado em 21 de novembro de 2020
64. ↑  Newton (2017) (em inglês), consultado em 21 de novembro de 2020
65. ↑  «Asia Pacific Screen Awards: Rajkummar Rao bags the best actor trophy as Newton win 2 awards - view list». www.timesnownews.com (em inglês). Consultado em 21 de novembro de 2020
66. ↑  «Critics Best Actor in Leading Role Male 2017 Nominees | Filmfare Awards». filmfare.com (em inglês). Consultado em 21 de novembro de 2020
67. ↑  «Rajkummar Rao: 'Newton' is India's official entry for Oscars 2018». The Economic Times. Consultado em 21 de novembro de 2020
68. ↑  DelhiApril 21, India Today Web Desk New; April 21, 2017UPDATED:; Ist, 2017 16:02. «Rajkummar Rao's dramatic transformation in Raabta will leave you spellbound». India Today (em inglês). Consultado em 21 de novembro de 2020
69. ↑  Sarkar, Suparno (9 de novembro de 2017). «Shaadi Mein Zaroor Aana movie review, ratings: This is what critics say about Rajkummar-Kriti film». www.ibtimes.co.in (em inglês). Consultado em 21 de novembro de 2020
70. ↑  «Playing Real Life Characters Gives Me Real High: Rajkummar Rao». News18 (em inglês). 27 de novembro de 2017. Consultado em 21 de novembro de 2020
71. 1 2  «Rajkummar Rao: I was very disturbed while shooting for Omerta». The Indian Express (em inglês). 15 de março de 2018. Consultado em 21 de novembro de 2020
72. ↑  «Omerta First Look: Rajkummar Rao As An Antagonist Will Leave You Speechless». NDTV.com. Consultado em 21 de novembro de 2020
73. ↑  «'Omerta' to have world premier at TIFF». https://www.outlookindia.com/. Consultado em 21 de novembro de 2020
74. ↑  «Omerta Movie Review: Rajkummar Rao Gives Pitch Perfect Performance In This Riveting Thriller». NDTV.com. Consultado em 21 de novembro de 2020
75. ↑  «Box Office Collections: Slow start for new releases Fanney Khan, Mulk and Karwaan». www.businesstoday.in. Consultado em 21 de novembro de 2020
76. ↑  Stree Movie Review {3.5/5}: An experimental horror-comedy that is high on laughs, consultado em 21 de novembro de 2020
77. ↑  «Nominations for the 64th Vimal Filmfare Awards 2019 | filmfare.com». web.archive.org. 16 de março de 2019. Consultado em 21 de novembro de 2020
78. ↑  «Stree Box Office Collection: Film shocks with incredible business – What Rajkummar Rao-Shraddha Kapoor movie earned». The Financial Express (em inglês). 25 de setembro de 2018. Consultado em 21 de novembro de 2020
79. ↑  «Despite its talent and good intentions, Love Sonia trips in the second half». Film Companion (em inglês). 13 de setembro de 2018. Consultado em 21 de novembro de 2020
80. ↑  «5 Weddings movie review: Rajkummar Rao is a misfit in this jaded film with an uninspiring Nargis Fakhri - Entertainment News , Firstpost». Firstpost. 26 de outubro de 2018. Consultado em 21 de novembro de 2020
81. ↑  Chauhan, Soumyata (1 de fevereiro de 2019). «I thought it was a joke: When Sonam Kapoor first heard about 'Ek Ladki Ko Dekha Toh Aisa Laga'». DNA India (em inglês). Consultado em 21 de novembro de 2020
82. ↑  Hungama, Bollywood (8 de fevereiro de 2019). «Box Office: Ek Ladki Ko Dekha Toh Aisa Laga flops in one week, Manikarnika – The Queen of Jhansi holds well in second week :Bollywood Box Office - Bollywood Hungama» (em inglês). Consultado em 21 de novembro de 2020
83. ↑  «Filmfare Awards 2020 Nominations | 65th Filmfare Awards 2020». web.archive.org. 3 de fevereiro de 2020. Consultado em 21 de novembro de 2020
84. ↑  «Made In China Movie Review By Rahul Desai». Film Companion (em inglês). 25 de outubro de 2019. Consultado em 21 de novembro de 2020
85. ↑  Hungama, Bollywood. «Made In China Box Office Collection till Now | Box Collection - Bollywood Hungama» (em inglês). Consultado em 21 de novembro de 2020
86. ↑  «Shimla Mirchi: Ramesh Sippy responds to rumours of Netflix release, production house confirms theatrical release». Hindustan Times (em inglês). 1 de janeiro de 2020. Consultado em 20 de novembro de 2020
87. ↑  «Ramesh Sippy's Shimla Mirchi, starring Rajkummar Rao and Rakul Preet Singh, finally releases in the cinemas». mid-day (em inglês). 4 de janeiro de 2020. Consultado em 20 de novembro de 2020
88. ↑  World, Republic. «Ludo movie review: This Anurag Basu directorial is a perfect blend of comedy and absurdity». Republic World. Consultado em 21 de novembro de 2020
89. ↑  «Stream It Or Skip It: 'Ludo' on Netflix, a Crazy-Quilt Indian Comedy That Just Never Lets Up». Decider (em inglês). 12 de novembro de 2020. Consultado em 21 de novembro de 2020
90. ↑  «'Chhalaang' Takes a Leap From an Interesting Comedy To Self-Righteous Sentimentality». The Wire. Consultado em 21 de novembro de 2020
91. ↑  «The White Tiger movie review: Priyanka Chopra-Rajkummar Rao starrer meows too often between a couple of roars». Bollywood Life (em inglês). 22 de janeiro de 2021. Consultado em 24 de janeiro de 2021
92. ↑  Ebiri, Bilge (22 de janeiro de 2021). «Netflix's The White Tiger Is a Brutal, Powerful Tale of Ambition and Corruption». Vulture (em inglês). Consultado em 24 de janeiro de 2021
93. ↑  Hungama, Bollywood (15 de fevereiro de 2021). «Rajkummar Rao, Janhvi Kapoor, Varun Sharma's horror-comedy renamed Roohi, film to release on March 11 in theatres : Bollywood News - Bollywood Hungama» (em inglês). Consultado em 18 de março de 2021
94. ↑  days, Sushri Sahu 5; Hours, 23 (11 de março de 2021). «'Roohi' Review: The Most Acting You're Going To Get From Janhvi Kapoor Is The 'Nadiyon Paar' Song». Mashable India (em inglês). Consultado em 18 de março de 2021
95. ↑  «'Roohi' movie review: Rajkummar Rao-starrer is a big disappointment». Deccan Herald (em inglês). 11 de março de 2021. Consultado em 18 de março de 2021